# فهرست قنات‌های شهرستان اشکذر
جدول زیر براساس آمار وزارت جهاد کشاورزی تهیه شده‌است. فهرست زیر قنات‌های شهرستان اشکذر در استان یزد را نشان می‌دهد.
| نام قنات       | موقعیت                  | نزدیک‌ترین روستا | طول قنات (متر) | تعداد میله چاه | عمق مادر چاه | دبی (لیتر بر ثانیه)  | سطح زیر کشت (هکتار) |
| -------------- | ----------------------- | --------------- | -------------- | -------------- | ------------ | -------------------- | ------------------- |
| ابراهیم سوخته  | بخش مرکزی شهرستان اشکذر | ابراهیم سوخته   | ۰              | ۰              | ۰            | ۳٫۹۹۹۹۹۹۹۱۰۵۹۳۰۳E-۰۲ | ۰                   |
| بهرام تاج      | بخش مرکزی شهرستان اشکذر | بهرام تاج       | ۰              | ۰              | ۰            | ۰٫۲۰۰۰۰۰۰۰۲۹۸۰۲۳۲    | ۰                   |
| جعفرآباد       | بخش مرکزی شهرستان اشکذر | جعفرآباد        | ۰              | ۰              | ۰            | ۹٫۹۹۹۹۹۹۷۷۶۴۸۲۵۸E-۰۳ | ۰                   |
| حاجی سیدعلی    | بخش مرکزی شهرستان اشکذر | ندوک            | ۰              | ۰              | ۰            | ۱٫۹۹۹۹۹۹۹۵۵۲۹۶۵۲E-۰۲ | ۰                   |
| خسرت           | بخش مرکزی شهرستان اشکذر | هفته            | ۰              | ۰              | ۰            | ۰                    | ۰                   |
| زاهنگ          | بخش مرکزی شهرستان اشکذر | زاهنگ بالا      | ۰              | ۰              | ۰            | ۰٫۱۵۰۰۰۰۰۰۵۹۶۰۴۶۴    | ۰                   |
| زاهنگ پایین    | بخش مرکزی شهرستان اشکذر | زاهنگ           | ۰              | ۰              | ۰            | ۷٫۹۹۹۹۹۹۸۲۱۱۸۶۰۷E-۰۲ | ۰                   |
| سورک بالا      | بخش مرکزی شهرستان اشکذر | سورک بالا       | ۰              | ۰              | ۰            | ۱                    | ۰                   |
| سورک پایین     | بخش مرکزی شهرستان اشکذر | سورک پایین      | ۰              | ۰              | ۰            | ۱٫۷۹۹۹۹۹۹۵۲۳۱۶۲۸     | ۰                   |
| سورک پایین     | بخش مرکزی شهرستان اشکذر | بیدک بالا       | ۰              | ۰              | ۰            | ۵٫۹۹۹۹۹۹۸۶۵۸۸۹۵۵E-۰۲ | ۰                   |
| سورک پایین     | بخش مرکزی شهرستان اشکذر | بیدک بالا       | ۰              | ۰              | ۰            | ۲٫۹۹۹۹۹۹۹۳۲۹۴۴۷۷E-۰۲ | ۰                   |
| سیدآباد        | بخش مرکزی شهرستان اشکذر | مزرعه سیدآباد   | ۰              | ۰              | ۰            | ۵٫۰۰۰۰۰۰۰۷۴۵۰۵۸۱E-۰۲ | ۰                   |
| فرست           | بخش مرکزی شهرستان اشکذر | فرست            | ۰              | ۰              | ۰            | ۷٫۹۹۹۹۹۹۸۲۱۱۸۶۰۷E-۰۲ | ۰                   |
| مزرعه آخوند    | بخش مرکزی شهرستان اشکذر | مزرعه آخوند     | ۰              | ۰              | ۰            | ۲٫۹۹۹۹۹۹۹۳۲۹۴۴۷۷E-۰۲ | ۰                   |
| مزرعه باقرآباد | بخش مرکزی شهرستان اشکذر | مزرعه باقرآباد  | ۰              | ۰              | ۰            | ۰٫۱۵۹۹۹۹۹۹۶۴۲۳۷۲۱    | ۰                   |
| مزرعه توتکین   | بخش مرکزی شهرستان اشکذر | مزرعه توتکین    | ۰              | ۰              | ۰            | ۵٫۰۰۰۰۰۰۰۷۴۵۰۵۸۱E-۰۲ | ۰                   |
| مزرعه حسین‌آباد | بخش مرکزی شهرستان اشکذر | مزرعه حسین‌آباد  | ۰              | ۰              | ۰            | ۲٫۹۹۹۹۹۹۹۳۲۹۴۴۷۷E-۰۲ | ۰                   |
| مزرعه علی شفیع | بخش مرکزی شهرستان اشکذر | مزرعه علی شفیع  | ۰              | ۰              | ۰            | ۵٫۰۰۰۰۰۰۰۷۴۵۰۵۸۱E-۰۲ | ۰                   |
| مزرعه ملاحسینی | بخش مرکزی شهرستان اشکذر | مزرعه ملاحسینی  | ۰              | ۰              | ۰            | ۵٫۰۰۰۰۰۰۰۷۴۵۰۵۸۱E-۰۲ | ۰                   |
| مزرعه چنگالی   | بخش مرکزی شهرستان اشکذر | مزرعه چنگالی    | ۰              | ۰              | ۰            | ۰٫۳۴۹۹۹۹۹۹۴۰۳۹۵۳۶    | ۰                   |
| مزرعه کایون    | بخش مرکزی شهرستان اشکذر | مزرعه کایون     | ۰              | ۰              | ۰            | ۰٫۱۸۰۰۰۰۰۰۷۱۵۲۵۵۷    | ۰                   |
| ندوک بالا      | بخش مرکزی شهرستان اشکذر | ندوک            | ۰              | ۰              | ۰            | ۳٫۹۹۹۹۹۹۹۱۰۵۹۳۰۳E-۰۲ | ۰                   |
| ندوک پایین     | بخش مرکزی شهرستان اشکذر | ندوک            | ۰              | ۰              | ۰            | ۰٫۲۰۰۰۰۰۰۰۲۹۸۰۲۳۲    | ۰                   |
| هفت هر         | بخش مرکزی شهرستان اشکذر | هفت هر          | ۰              | ۰              | ۰            | ۳٫۷۹۹۹۹۹۹۵۲۳۱۶۲۸     | ۰                   |